# Рогочана
Рогочана (итал. Rogozzana) је насељено место у Републици Хрватској у Истарској жупанији. Административно је у саставу града Лабина.

## Становништво
Према последњем попису становништва из 2001. године у насељу Рогочана живело је 88 становника који су живели у 28 породичних домаћинстава.
Кретање броја становника по пописима 1857—2001.
| година пописа  | 1857. | 1869. | 1880. | 1890. | 1900. | 1910. | 1921. | 1931. | 1948. | 1953. | 1961. | 1971. | 1981. | 1991. | 2001. |
| бр. становника | 0     | 0     | 74    | 88    | 139   | 151   | 0     | 0     | 101   | 91    | 79    | 50    | 49    | 94    | 88    |

Напомена:У 1857. и 1869. подаци су садржани у насељу Бргод, општина Раша, у 1921. у насељу Мост-Раша, општина Раша, а у 1931. у насељу Тргет, општина Раша. Од 1880. до 1910. садржи податке за бивше насеље Рогочана Вела.